# Khandu Wangchuk
Khandu Wangchuk (n. 24 noiembrie 1950, Paro, Bhutan), prim-ministru al Regatului Bhutan, a fost la putere de două ori, primul din 8 august 2001 până la 14 august 2002. A fost urmat în funcție de Kinzang Dorji și al doilea din 7 septembrie 2006 până în 3 august 2007. a fost urmat în funcție de Kinzang Dorji.